# Ampedus hirticollis
Ampedus hirticollis là một loài bọ cánh cứng trong họ Elateridae. Loài này được Semenov miêu tả khoa học năm 1891.